# Platylabus vaferops
Platylabus vaferops är en stekelart som beskrevs av Heinrich 1962. Platylabus vaferops ingår i släktet Platylabus och familjen brokparasitsteklar. Inga underarter finns listade i Catalogue of Life.